# Media Indonesia

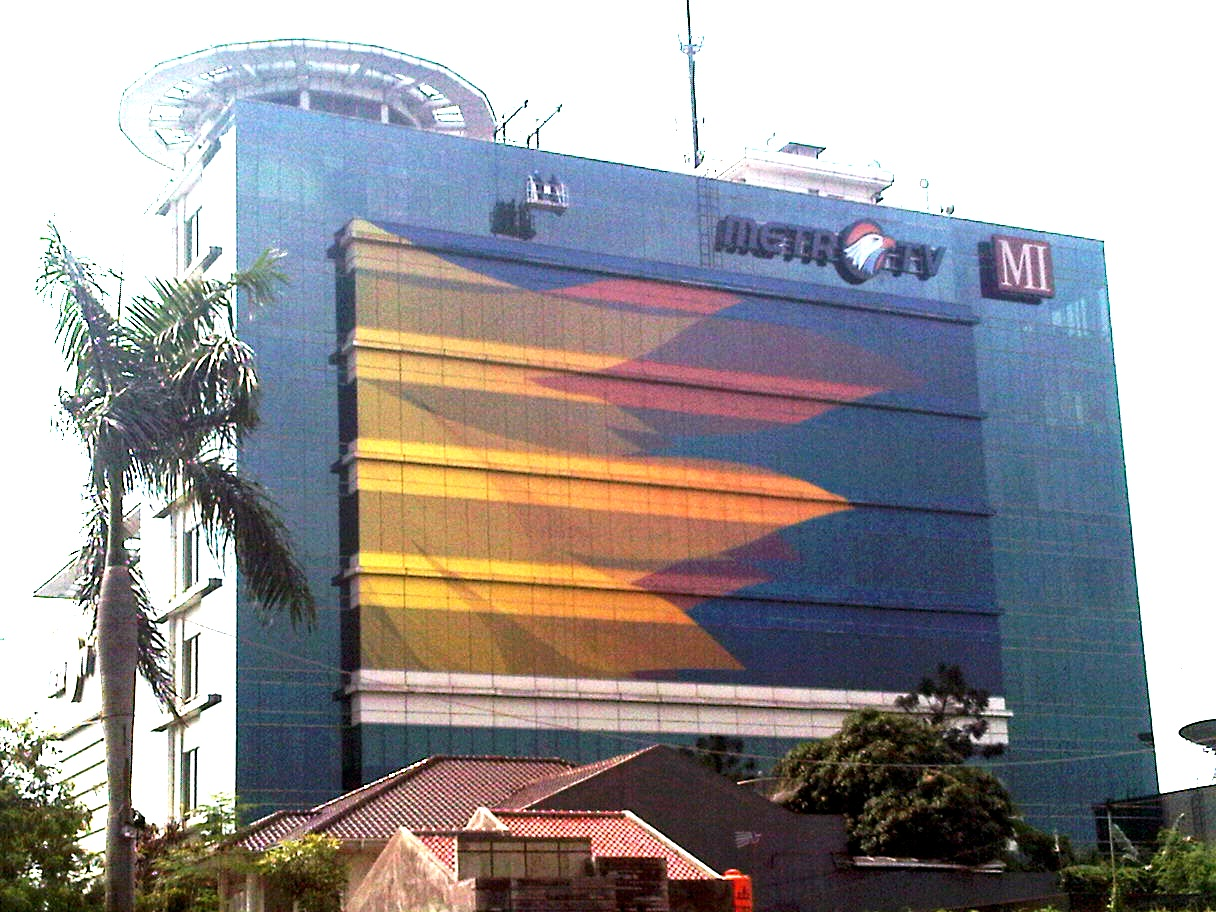
Media Groups huvudkontor i Kebon Jeruk, Jakarta.

Media Indonesia är en indonesisk dagstidning publicerad i Jakarta. Det är en av de stora dagstidningarna i landet vid sidan om bland annat Kompas och Jawa Pos.